# Вроцлавський медичний університет
Вроцлавський медичний університет — вищий медичний навчальний заклад у Вроцлаві, що спеціалізується на навчанні лікарів різних спеціальностей медичного персоналу (фармацевти, медсестри, акушери, фізіотерапевти, менеджери охорони здоров'я та інші).
Попри те, що університет у нинішньому статусі існує з 1950 року, традиції медичної освіти сягають 1811 року, коли злиттям двох вишів — вроцлавської академії Leopoldyńskiej і франкфуртського університету Віадріна — виник Вроцлавський університет, до складу якого увійшов, зокрема, медичний факультет. Створення окремого вишу відбулося в 1950 році за рішенням тодішньої влади на основі медичних факультетів університетів.
За даними світового рейтингу вищих навчальних закладів «Webometrics Ranking of World Universities» від січня 2013, розробленого іспанським інститутом «Consejo Superior de Investigaciones Científicas» ВНЗ займає 1 місце серед медичних університетів Польщі, а у світі — 1466 серед усіх типів навчальних закладів.

## Очільники
- Ректор проф. д-р наук Марек Зятек[pl]
- Проректор з наукової роботи — професор доктор наук Пйотр Поніковський
- Проректор з навчальної роботи — професор доктор наук Пйотр Анжеліка
- Проректор з лікувальної роботи — професор доктор наук Ромуальд Курортне
- Проректор з розвитку університету — професор доктор наук Яцек Чепетовський

## Ректори
- Альберт Зигмунт (1950—1954)
- Антоні Фалькевіч (1954—1957)
- Богуслав Бобранський (1957—1962)
- Александр Клеченський (1962—1965)
- Тадеуш Барановський (1965—1968)
- Леонард Кучинський (1968—1972)
- Станіслав Іванкевич (1972—1978)
- Євгеніуш Рогальський (1978—1981)
- Мар'ян Віліновський (1981—1984, 1984—1987)
- Bogdan Łazarkiewicz (1987—1990)
- Збігнєв Кнапік (1990—1993)
- Єжи Чернік (1993—1999)
- Лешек Парадовський (1996—2005)
- Річард Андреяк (від 2005, заміщений у 2010, склав повноваження у квітні 2011)
- Марек Зятек (в. о. від 2010 до квітня 2011)
- Єжи Рудніцький (в. о. від квітня до травня 2011)
- Марек Зятек (від 2011)

## Факультети та напрями підготовки
Нині університет надає можливість навчання на десяти напрямках І і II ступеня, а також магістерських студіях, що проводяться на чотирьох факультетах, а також аспірантів у рамках окремого факультету:
- Медичний Факультет
  - спеціалізація: лікар
- Стоматологічний факультет
  - спеціалізація: стоматолог

- Фармацевтичний факультет з відділенням медичної аналітики
  - фармація
  - медична аналітика

- Факультет Наук про здоров'я (до 2008: громадського здоров'я)
  - Догляд
  - Акушерство
  - Фізіотерапія
  - Охорона громадського здоров'я
  - Невідкладна медична допомога
  - Дієтологія

- Факультет післядипломної освіти

## Лікарні та клініки
- Незалежна громадська клінічна лікарня № 1:
  - Клініка анестезіології та інтенсивної терапії,
  - Відділення дитячої реанімації та Анестезіології,
  - Клініка загальної хірургії, гастроентерологічної і ендокринної,
  - Клініка хірургії шлунково-кишкового тракту і загальної хірургії,
  - Клініка хірургії та дитячої урології,
  - Клініка внутрішніх хвороб, геріатрії та алергології,
  - Клініка дерматології, венерології та алергології,
  - Клініка ендокринології, діабетології і лікування ізотопами,
  - Кафедра ендокринології і діабетології віку та розвитку,
  - Клініка гінекології та акушерства,
  - Клініка гематології, раку крові та трансплантації кісткового мозку,
  - Клініка педіатрії, алергології та кардіології,
  - Клініка педіатрії та інфекційних хвороб,
  - Клініка педіатрії, гастроентерології та харчування,
  - Клініка психіатрії,
  - Клініка трансплантації кісткового мозку, онкології та дитячої гематології,
  - Відділення загальної та педіатричної радіології.
- Університетська клінічна лікарня ім. Яна Мікулич-Радецького:
  - Клініка анестезіології та інтенсивної терапії,
  - Клініка ангілогії, гіпертонії і діабетології,
  - Клініка мінімально інвазивної хірургії і проктології,
  - Клініка судинної хірургії, загальної хірургії та трансплантології,
  - Клініка загальної хірургії та онкологічної хірургії,
  - Клініка хірургії серця,
  - Клініка щелепно-лицевої хірургії,
  - Клініка травматології та хірургії кисті,
  - Клініка внутрішніх хвороб, професійних захворювань і гіпертонії,
  - Клініка гастроентерології та гемодіалізу,
  - Клініка гінекології, акушерства,
  - Клініка кардіології,
  - Клініка невідкладної медицини,
  - Клініка нефрології та трансплантології,
  - Клініка педіатричної нефрології,
  - Клініка неонатології,
  - Клініка нейрохірургії,
  - Клініка неврології,
  - Клініка офтальмології,
  - Клініка ортопедії і травматології опорно-рухового апарату,
  - Клініка отоларингології, хірургії голови і шиї,
  - Клініка ревматології та внутрішніх хвороб,
  - Клініка урології та урологічн онкології.
- Академічна стоматологічна поліклініка.

## Студентські організації
Нині у виші студенти мають можливість розвивати свої інтереси в рамках різних організацій та студентських установ, таких як:
- Студентське самоврядування,
- Студентське наукове товариство,
- Хор,
- Міжнародна асоціація студентів-медиків IFMSA-Poland,
- Молоді фармацевти,
- Польське товариство студентів стоматологів,
- Дольнослязький форум аналітиків,
- Асоціація студентів і випускників медичних вишв «Медичний форум»,
- Об'єднання польських студентів,
- Європейська асоціація студентів-медиків, EMSA Вроцлав,
- Яхт-клуб «Водник».

1. ↑  https://radon.nauka.gov.pl/dane/profil/18711a61-b8cc-4cb5-97c3-893045eff81e
2. ↑  https://web.archive.org/web/20231020113811/https://orcid.org/members
3. ↑  https://web.archive.org/web/20231109092552/https://coara.eu/coalition/membership/
4. 1 2 3 4 5 6 7 8 9 10 11 12 13 14 15 16 17 18 19  Narodowy Instytut Dziedzictwa database